# Palpomyia lineata
Palpomyia lineata är en tvåvingeart som först beskrevs av Johann Wilhelm Meigen 1804.  Palpomyia lineata ingår i släktet Palpomyia och familjen svidknott. Inga underarter finns listade i Catalogue of Life.